# Камбоджанско-тайландски граничен конфликт
Камбоджанско-тайландският граничен конфликт е военен конфликт между Камбоджа и Тайланд, започнал на 28 май 2025 година.
Конфликтът води началото си от споразумение от 1904 година между Сиам и Франция, определящо не напълно точно днешната граница между двете страни, като спорът е най-вече за принадлежността на древния храм „Преах Вихеа“, днес популярен туристически обект. Напрежението нараства от началото на 2025 година и след ограничена престрелка на 28 май от 24 юли прераства в преки сблъсъци между въоръжените сили на двете страни. Към 26 юли не по-малко от 32 души са убити, а до 200 хиляди са евакуирани от зоната на конфликта.